# 奥尔维塔
奥尔维塔，是西班牙卡斯蒂利亚-莱昂阿维拉省的一个市镇。 总面积14km2, 总人口94人（2001年），人口密度7人/km2。